# Neural (tạp chí)
Neural là một tạp chí được thành lập năm 1983, xoay quanh các chủ đề về nghệ thuật đa phương tiện / truyền thông mới (new media art), nhạc điện tử và hacktivism. Đồng sáng lập bởi Alessandro Ludovico và Ivan Iusco (ông chủ Minus Habens Records) tại Bari (Ý). Trong ấn phẩm đầu tiên (xuất bản tháng Mười Một năm 1983), Neural đã cho đăng bản dịch duy nhất bằng tiếng Ý của tác phẩm Agrippa (A book of the Dead) của tác giả William Gibson.

## Lịch sử
Những đề tài Neural đề cập tới trong các số báo đầu tiên có thể kể đến: cyberpunk, nhạc điện tử, mạng và BBS, thực tế ảo, phương tiện truyền thông, khoa học viễn tưởng và UFO. Từ những ngày đầu thành lập, tạp chí vẫn luôn cố gắng trở thành một ấn phẩm thiên về phát triển ý tưởng – là kim chỉ nam trong nhóm những nhà xuất bản văn hoá kĩ thuật số. Song song với đó, Neural cũng luôn chú trọng việc phát triển hình ảnh thị giác phù hợp: (1) tập trung vào thiết kế đồ hoạ, bởi khả năng của thiết kế đồ hoạ trong việc biểu đạt tinh thần của nền văn hoá điện tử, dù chỉ qua phương tiện báo in, và (2) khai thác khả năng của báo giấy trong việc truyền đạt những trải nghiệm thuộc về giác quan (sensorial
Cụ thể hơn, trong ba năm đầu, việc đánh số trang chỉ sử dụng số nhị phân, sau đó số thập phân mới bắt đầu được bổ sung bên cạnh. Tạp chí cũng dành nhiều trang báo trưng bày ảnh ảo không gian ba chiều (stereogram picture), song song với đó là các tác phẩm nghệ thuật thị giác (op art). Thiết kế đồ hoạ cũng bao gồm việc luôn luôn dành ra một khoảng trống cố định ở mỗi bài viết để cung cấp thông tin liên lạc và các đường link liên quan – ý tưởng này lấy cảm hứng từ những thực nghiệm trước đó của tờ Whole Earth Catalog.
Trong số báo thứ 18, Neural giới thiệu tới độc giả bài viết về một hacktivist giả mạo (an hactivist fake). Bài viết bao gồm một loạt các stickers nhái, thiết kế bởi một nhóm các phòng thí nghiệm hacker. Những sticker giả mạo này nhằm mục đích châm biếm các sticker gốc, thường được dánh trên sách hoặc đĩa compact bán tại Ý, do luật bảo vệ SIAE và hội đồng tác giả tại địa phương. Trong bài viết đăng tại Neural, các sticker nhái này đề thêm dòng chữ ‘có thể được sao chép lại trên bất kì phương tiện truyền thông nào’.  
Đến năm 1997, trang web đầu tiên của Neural được thành lập, và luôn được cập nhật thường xuyên, song ngữ (Anh – Ý) từ tháng 9 năm 2000 đến nay. Năm 1998, Neural quyết định tập trung chủ yếu vào ba mảng chủ đề chính: (1) nghệ thuật đa phương tiện (new media art), thiên về việc ứng dụng công nghệ mới (Internet) trong nghệ thuật (hay còn gọi là net art), (2) hacktivism hoặc các hoạt động mang tính chính trị, có sử dụng công nghệ điện tử nhằm mục đích biểu đạt ý tưởng, và (3) nhạc điện tử, cụ thể là vai trò của công nghệ trong quá trình sản xuất, tiêu thụ và thử nghiệm âm nhạc. 
Đến tháng Năm năm 2002, Neural là một trong những thành viên đầu tiên và trụ cột của Mag.net – cộng đồng quốc tế dành cho các tạp chí, với slogan ‘Hợp Tác hơn là Cạnh Tranh’. Mag.net được thành lập sau chuỗi những hội thảo và workshop về chủ đề ‘Xuất bản trong thời kì sau truyền thông đa phương tiện’ (post media publishing), được tổ chức tại Đại học Quốc tế Andalucia, tại Seville (Tây Ban Nha) Kể từ đó đến nay, Mag.net đã tổ chức nhiều cuộc gặp và các buổi nói chuyện, đồng thời xuất bản ba ấn phẩm Mag.net Readers. 
Năm 2007, Neural trở thành thành viên của dự án Documenta 12 magazines, và Alessandro Ludovico được bổ nhiệm làm cố vấn viên cho dự án. Trong những năm đầu, Neural (ISSN 2037-108X) được xuất bản mỗi hai tháng, nhưng kể từ năm 1997, tạp chí chỉ được in ba lần một năm. Ngôn ngữ ban đầu là tiếng Ý, tuy nhiên, từ năm 2003, Neural đã phát triển hai ấn phẩm song song – tiếng Anh và tiếng Ý, trong đó phiên bản tiếng Ý đã ngưng sản xuất vào năm 2008.  

## Giải thưởng
Prix Ars Electronica là giải thưởng lập nên bởi Ars Electronica (Linz, Áo) từ năm 1987, nhằm công nhận những thành tựu và đóng góp trong lĩnh vực nghệ thuật điện tử mang tính tương tác (electronic and interactive art), hoạt hình máy tính (computer animation), văn hoá kĩ thuật số (digital culture) và âm nhạc. Từ năm 2001 đến năm 2006, giải thưởng này được trao cho hạng mục Net Vision / Net Excellence. Vào năm 2004, Neural vinh dự được nhận giải thưởng này.

## Cộng tác viên
Josephine Bosma, Jonah Brucker Cohen, Bronac Ferran, Daphne Dragona, Paul Prudence, Vittore Baroni, Francesca Bianchi, Aldo Chimenti, Cosma Di Tanno, Francesco Lodolo, Antonio Scacco, Paul Toohill, Fabrizio Usberti, Luca Valtorta, Maurizio Verga, Francesco Zappalà